# Praestilbia armeniaca
Praestilbia armeniaca är en fjärilsart som beskrevs av Otto Staudinger 1891. Praestilbia armeniaca ingår i släktet Praestilbia och familjen nattflyn. Inga underarter finns listade i Catalogue of Life.